# 末次一郎
末次 一郎（すえつぐ いちろう、1922年（大正11年）10月1日 - 2001年（平成13年）7月11日）は、日本の政治活動家。安全保障問題研究会代表。沖縄返還の功労者として知られ、晩年は日ソ専門家会議を主催して北方領土返還運動にも取り組み、「ミスター北方領土」の異名をとった。中曽根康弘首相ら歴代政府首相・首脳のアドバイザーとしても知られる。

## 経歴
佐賀県出身。佐賀商業学校・豊橋第一陸軍予備士官学校・陸軍中野学校二俣分校卒。
戦後は、国家的に重要な課題に取り組み、終生その活動を継続した。
1999年（平成11年）9月に肺癌の告知を受ける。2000年（平成12年）11月に胃癌を、2001年（平成13年）6月に肝臓転移を告知された。7月2日、呼吸が苦しくなり緊急入院、7月11日に急逝した。葬儀委員長は中曽根康弘が務めた。
1980年（昭和55年）に藍綬褒章を受章。死後、正四位勲二等瑞宝章を受章した。

## 活動

### 戦後処理
終戦直後、1949年（昭和24年）8月15日創設された日本健青会に参画し、副委員長、委員長を務める。
最初に取り組んだ課題は、海外抑留者の引揚げ援護・促進、留守家族への支援、「戦犯」として各地に収容されている人々の家族の世話であった。
東京都引揚対策審議委員会委員、海外抑留胞救出国民運動総本部理事・組織部長として昼夜を分かたず活躍したのは25歳の時である。昭和27年（1952年）にカナダのトロントで行われた赤十字最高会議に日本代表団の一員として参加し、中ソ両国の未帰還同胞の引揚げ促進を強く訴えた。つづいてアメリカ、フィリピンを訪問し、「戦犯」の釈放促進を働きかけ、その実現に貢献した。

### 朝鮮半島、台湾出身「戦犯」への支援
こうした支援対象には朝鮮、台湾出身者も少なくない。特に、支援する者が全くなく、対日協力者のレッテルを貼られて帰国できない朝鮮、台湾出身者に対しては、釈放後も宿舎や就職の斡旋に努め、とりわけ、タクシー会社の設立のお世話をし、さまざまな指導と支援にあたった。
この支援のため財団法人友和会を創設し、長らく常務理事の任にあった。その後も終生、こうした人々の活動を支援し、助言をおこなった。

### 青少年の健全育成
日本健青会の活動で、戦後処理活動に当たるとともに、青少年の健全育成を目指して活動した。
1966年（昭和41年）に社団法人青少年育成国民会議を創設し、実に35年の長きにわたり中心的な役割を担った。また、1987年（昭和62年）より財団法人麻薬・覚せい剤乱用防止センター理事を務めた。

### 様々な青少年団体等の役員として
1973年（昭和48年）、財団法人育青協会を創設し、常務理事、理事長として青年団体への支援に当たった。また、財団法人オリンピック記念世界青少年キャンプ組織委員会、財団法人日本ユースホステル協会、社団法人産業開発青年技術協会、社団法人青少年交友協会、社団法人全国子ども会連合会、財団法人スポーツ安全協会、社団法人日本連珠社などの顧問、理事などを務めた。

### 審議会委員として
文部省の社会教育審議会委員として18年、総理府の中央青少年問題協議会、後継の青少年問題審議会委員として26年間参画し、多くの成果を挙げた。また、委員離任後も恒常的に当該政策につき随時助言、指導を行った。

### 青年海外派遣、青少年宿泊研修を推進
日本青年の視野を広げる一環として政府に青年海外派遣を建言し、1959年（昭和34年）から実現。また国立による青少年の宿泊研修施設の創設を提唱し、同年静岡県御殿場市に初めて創設された国立青年の家（中央青年の家）の運営委員を12年務め、その後も様々な助言を与えた。

### オリンピック・センターへの貢献
1964年東京オリンピック終了後の施設活用につき、特に代々木の選手村を青少年のための宿泊研修施設にするよう提言し、各方面に働きかけてこれを実現する上で大きな役割を果たした。1966年（昭和41年）特殊法人オリンピック記念青少年総合センターが発足するや評議員、運営委員として同センターの発展に尽くした。

### 青年海外協力隊の創設と発展への貢献
1959年（昭和34年）から青年による海外協力組織創設を提唱し、今日の青年海外協力隊の創設に努め、1965年（昭和40年）の創立以来、終生その運営委員として同隊の発展に尽くした。
さらに、同隊への国民的支援体制づくりを提唱し、1976年（昭和51年）に社団法人協力隊を育てる会を設立、終生、副会長として活動の中心的な役割を担った

### 青年の奉仕活動の推進者
国際的ボランティア活動としての青年海外協力隊を進めるとともに、国内における青少年の奉仕活動（ボランティア活動）の活性化とそのネットワーク化の推進のため、1967年（昭和42年）に社団法人日本青年奉仕協会（JYVA）を創設し、常務理事、副会長、会長の任に当たり、今日のボランティア活動の普及と発展の最大の推進者となった。

### NGO活動等への支援と助言
1950年代からアジア、中東などへの技術協力や災害支援などに当たり、産業技術協力、農業青年交流、留学生支援などに努めた。1970年代には、今日の特定非営利活動推進法人難民を助ける会の設立発起人の一人となり、NGOによる国際的な救援支援の口火を切った。

### 核兵器禁止運動
イデオロギーにとらわれない核兵器禁止運動推進のため、核兵器禁止平和建設国民会議の運動に参画し、1969年（昭和44年）に常任理事に、1987年（昭和62年）に副議長となり、その任を果たした。

### 環境保全運動
環境庁所管の社団法人日本歩け歩け協会の創立を支援し、発足当時から理事となり、その後常任顧問として指導・助言を行った。また、1986年（昭和51年）創設の財団法人花と緑の農芸財団、翌年創設の財団法人地球環境財団の理事を務めた。

### 沖縄返還における活動
戦後処理の基本は日本固有の領土の復帰であると考え、沖縄と北方領土の問題には他にさきがけて精力的に取り組んだ。1953年（昭和28年）の沖縄の小、中、高校に「日の丸をおくる運動」は多くの沖縄県民を励ますものであった。1960年代に入ると沖縄問題解決促進協議会を創設、1965年（昭和40年）には特殊法人南方同胞援護会の役員となった。1967年（昭和42年）には首相の諮問機関である沖縄問題等懇談会の創設に努め、1968年（昭和43年）には沖縄基地問題研究会を組織し、事務局長として事実上これを主宰して同懇談会を全面的にバックアップした。
アメリカ側要人への働きかけを重ね、とりわけ1969年（昭和44年）には、アメリカから学者・専門家、外交関係者、元陸海軍幹部などきわめて影響力の強い人々を招いて「日米京都会議」を開催し、「核抜き、本土並み、七二年返還」という結論を導き出し、沖縄復帰に決定的な役割を果たした。
沖縄復帰後も、財団法人沖縄協会、財団法人沖縄県国際交流財団、財団法人沖縄平和公園建設協会の理事を務めた。また、本土・沖縄豆記者交歓会の会長として、沖縄の子供たちを毎年本土に招き、本土の子供たちを沖縄に派遣して、その実情を視察し報告に当たる活動を促進した。

### 北方領土返還運動
沖縄復帰と並んで北方領土問題には先駆的に取り組んだ。1951年（昭和26年）のサンフランシスコ講和会議に際してはハンストまで行って日本の国益を損なうことのないよう訴え、1956年（昭和31年）の日ソ国交回復時には「四島返還」を譲らぬよう政府を督励した。
1961年（昭和36年）、特殊法人北方領土問題対策協会の創立以来、終生その理事の任に当たった。また、北方領土の返還を求める都民会議理事、財団法人北方領土返還祈念シンボル像建設協会理事・建設委員長、国際シンポジウム実行委員会事務局長などとして、北方領土返還運動の事実上の最高指導者として活躍した。
「北方領土の日」の北方領土返還要求全国大会をはじめ相前後して全国各地で開催される都道府県レベルの各種行事でたびたび講演するなど、北方領土問題に対する国民の啓発に努めた。

### 日露関係
1970年（昭和45年）、日本最高レベルの政治経済学者を結集して安全保障問題研究会を創設した。
同研究会はさまざまな分野で多角的に活動したが、とりわけ1973年（昭和48年）に第一回会議を開催して以来一年半間隔で「日ロ（ソ）専門家会議」を開催して、両国間に民間レベル最大のパイプを築いた。この28年間に約80回訪露（ソ）し、ロシア科学アカデミー所属の世界経済国際関係研究所をはじめとする有力研究所を中心に、同国の政治、経済、学術など各界の要人と親しく交わり、その日本理解の促進に大きく貢献した。こうした貢献はロシア側からも高く評価され、1993年（平成5年）には世界経済国際関係研究所から名誉政治学博士の称号が授与され、1996年（平成8年）にはエリツィン大統領から、同国が外国人に与える最高位の栄誉である国家友好勲章が授与された。1999年（平成11年）、ロシア21世紀委員会のカウンターパートとして日ロ友好フォーラムが結成されるやその運営委員長となり、同フォーラムの様々な活動に中心的な役割を果たした。
さらに、財団法人日本国際問題研究所との協力により日米露三極フォーラムを計6回にわたり開催し、今日の日露防衛交流に道を拓いた。

### 防衛庁への協力
1970年（昭和45年）、防衛庁の防衛懇談会の委員となり、防衛問題への国民の啓発を中心に貢献した。また、1990年代に日露防衛交流を提唱し、歴代防衛庁長官やロシア側要人に働きかけて実現に貢献した。

### 日韓関係
1965年（昭和40年）の日韓基本条約締結に当たっては両国に激しい反対運動が巻き起こったが、同条約締結の意義に鑑み、日韓友好条約批准促進国民会議を創設し、事務総長として敢然、同条約締結に邁進した。その後も1974年（昭和49年）、日韓協力委員会の創設に当たり、岸、福田、中曽根の元首相等が最高指導者である同委員会の理事、常務理事、副理事長として両国関係の発展に尽くした。

### 日台関係その他
台湾要人からの信頼が厚く、近年の日台関係の進展に寄与した。その他、欧米諸国のみならず、古くから中東の要人に知己が多く、またブラジルはじめ中南米諸国、アジア各地の要路との関係を構築して役割を果たした。

### 歴代首相等への提言・助言
歴代の首相、官房長官、外務大臣をはじめ閣僚等に対して積極的な提言、助言を行った。
佐藤内閣においてはその諮問機関である社会開発懇談会の委員を務め、中曽根内閣時代には第二次臨時行政調査会の参与として活躍した。さらに、閣僚の靖国神社参拝問題に関する懇談会の設置に尽力した。外務省関係では、開発教育に関する懇談会の委員を務めた。
こうした公式の立場以上に、歴代の首相、国会議長、閣僚の多くとは不断に面談、電話、書簡により頻繁に意見交換、意見具申、助言を行った。

### 皇室
皇室への崇敬の念にあつく、天皇・皇后をはじめ皇族たちから厚遇された。5度にわたり園遊会に招かれたほか、様々な問題について報告の機会を得た。

#### 天皇陛下万歳事件
1968年10月23日、日本武道館で政府主催の「明治百年記念式典」で『天皇陛下万歳』を発声した人物

以下、『歴史の十字路に立って 戦後七十年の回顧』(石原慎太郎、2015年6月Kindle版より)
「テンノー、ヘイカッ、バンザアーイッ！」
などなど、つまりは父祖の苦闘の歴史を重ね合わせてあの明治百年の行事を今また思い返してみると、日本人としての真っ当な主張を誰憚ることなく、しかし、けっして声高に叫ぶのではなくそれぞれの胸に深く刻むことの意味を、平成の今こそ取り戻さなければならぬという気が強くするのだが、明治という大いなる父祖の時代を思えば思うほど、私たちはそこから切り離されてはなるまいと思う。  さて明治百年の行事には、私は都合で少し遅れてしまい、国会議員の席としては後ろ側の野党議員たち、主に社会党の議員たちの席に座っていたものだった。  式典が進んでいき、最後に体育大学の学生たちによる立体的なマスゲームが行われ、その後、佐藤総理の音頭で日本国万歳が三唱されて式は終わった。やがて司会のＮＨＫアナウンサーが、「天皇、皇后両陛下がご退席になります」と報せ、参加した全員がまた立ち上がって両陛下をお見送りした。  そして、あのことが起こった。それが起こった瞬間に、私だけではあるまい、出席していたほとんどがこの式典に実は何が一つだけ足りなかったかを知らされたと思う。  壇上から下手に降りられた両陛下が私たちの前の舞台下の床を横切って前へ進まれ、ちょうど舞台の真ん中にかかられた時、二階の正面から高く澄んだ声が、 「テンノー、ヘイカッ」  叫んでかかった。  その瞬間陛下はぴたと足を止め、心もちかがめられていた背をすっくと伸ばされ、はっきりと声に向かって立ち直されたのだった。そしてその陛下に向かって声は見事な間をとって、「バンザアーイッ！」と叫んだ。
次の瞬間、会場にいた者たちすべてが、実に自然に、晴れ晴れとその声に合わせて万歳を三唱していたものだった。私の周りにいた社会党の議員たちもまったく同じだった。そして誰よりも最前列にいた佐藤総理がなんとも嬉しそうな、満足しきった顔で高々と両手を掲げ万歳を絶叫していた。  あれは、つくづく見事な「天皇陛下万歳」だったと思う。あの席にいながらなお、あれに唱和出来なかった日本人がいたかも知れぬなどとはとても思えない。あれは単なる昭和天皇への言寿ではなしに、私たちを突然見舞った熱い回顧であり確認だった。それを唱えながら私たちは忘れかけていたものを突然思い出し、静かに、密かに熱狂していたものだった。  あの瞬間ただひたすら、 “ああ、かつて私たちはこうだった。なんだろうと、こういう連帯があったのだった”  と誰しもがしみじみ感じ直していたに違いない。  あれはなんと言おう、国家や民族というものの実在への、瞬間的ではあったが狂おしいほど激しい再確認だったと思う。
あの瞬間の後、ある者は反省して、あの「万歳」のもとで多くの者たちが死に、歴史は歪んだ軌跡を辿っていったなどと思い直したかも知れない。  しかし何であろうと、私たちはあの瞬間、この戦後二十余年の推移の中でますます希薄になり、それを思うことが禁忌にまでなりかねないある種の分裂ある種の混乱の中で、失いかけていたものの実感を、瞬時とはいえ取り戻していたのだと思う。  そして、あの瞬間を平成の今思い直してみると、あの時感知し確認させられたものがさらにますます消滅していこうとしている予感に苛まれるのは果たして私一人だろうか。  あの時二階席からかかった「天皇陛下っ」の声に、見事というか本能的にというか、誰よりも早くそれを聞き届けて立ち止まり、すっくと立ち向かわれた昭和天皇はもはや言寿を受ける天皇個人ではなしに、正しく私たちの国柄、歴史の象徴たり得ていたと思う。
「末次一郎氏が何も答えなかったことの意味」
後年私は思いがけぬ形であの時の見事な「天皇陛下万歳」の秘密について知らされた。佐藤総理が引退してしまってからのことだ。
ある縁で知り合った青年運動の指導者末次一郎氏と、この国が失いつつあるもの、いきなり愛国心とか天皇とかいったことではなしに、戦後蔓延しつつあるさまざまなアパシー（無関心、無感動）に抗して取り戻さなくてはならぬもの一般について話し合っていた時、私は自分の今の思いのよすがとして何年か前の明治百年の記念式典の折の、思いがけなくも唱和した天皇陛下万歳の印象について話した。  誰が行ったのか未だに知れぬ、あの見事な「天皇陛下万歳」に凝縮象徴されていたものについて、そろそろ本気で考え直さないと、我々は致命的な喪失を味わわされるのではないか。それにしてもあの見事な万歳を発声したのは一体誰だったのか。陛下も見事にそれに応えられたものだが、あの絶妙なタイミングといい、声の張りとその抑揚の素晴らしさは、と言ったら、目の前の末次氏が、「いやあっ」と頭をかいて、「実はあの声の主は僕なんだよ」と告白したのだった。
「あの式典に若者たちの動員も含めていろいろ協力しろと佐藤さんに言われてね、それに異存はないが、ならば一つ条件があります。式の段取りの中に天皇陛下への万歳がありませんが、どこかで必ず入れてください。
そう言ったら、佐藤さんが暫く考えて、いや、それを事前にプログラムに載せると必ずつまらん文句がつく、それが話題になるだけでも陛下にはご迷惑をかけることになるからな、とね。さすが臣吉田茂の弟子だと思った。  そしたら、それは君がやれ、是非やってくれ。誰かが番外でやったなら、文句のつけようもあるまい。万が一問題になったら、その時は必ず俺が責任をとるからどうか頼む、ということになっちまったのよ」
他のすべての手配が済んだ後、残された日々に、プログラムを眺めながら、いつにしようかと考えに考えたがわからない。ならばその日その場の雰囲気を眺めて、現場で決心して行おうと決めたという。 「だから当日はもう他の事はまったく頭に入らず、万歳のタイミングだけを考えて式を眺めていたな。しかし式典はどんどん進められていく。これでもしし損なったら、佐藤さんへの面子だけじゃなしに、何かもっと大きなものへの言い訳が立たないと思ったね。失敗したらこれは切腹ものだなと思いだしたら汗が流れてきたよ」  そして、あの絶妙なタイミングとなったのだった。 「僕の第一声に陛下がぴたっと足を止め、二階のこちらに向き直ってくださった瞬間には、感動というより、ああこれで死んでもいいなと思った」

言うと末次氏は静かに破顔してみせた。「あれはたぶん日本で最後の本物の天皇陛下万歳でしたよね。今になればなるほどそんな気がしますよ」  私は言ったが、氏はそれには黙ったまま何も答えはしなかった。あれもはるか昭和の時代の話である。末次氏は平成十三年に身罷ったが、今になってみればなおさら、あの時末次氏が何も答えなかった意味がこの国の現状に照らして察せられる。

### 指導者育成
青年運動OBを中心に1964年（昭和39年）に創設した政策提言集団「新樹会」を通じ、「人づくり、まちづくり、国づくり」をテーマに全国各地の指導者を育成し、国民的課題に取り組んだ。